# Eric Koston

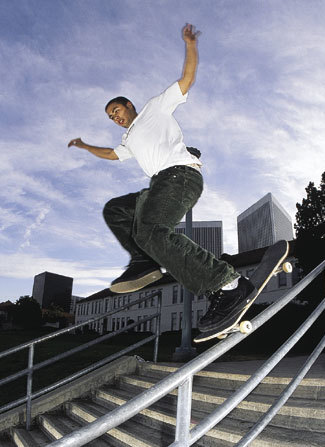
Eric Koston

Eric Koston (* 29. April 1975 in Bangkok, Thailand) ist ein US-amerikanischer Profi-Skateboarder mit schwedischen und thailändischen Wurzeln. In seiner Karriere verzeichnete er etliche Erfolge bei den X Games, den Gravity Games und weiteren bekannten Skateboard-Wettkämpfen.
Koston ist eine der bekanntesten Persönlichkeiten im Streetskateboarding. Er ist zudem ein spielbarer Charakter in der Videospielreihe Tony Hawk’s sowie in Skate 2. Außerdem entwarf er seine eigene Kollektion von Skateschuhen für éS Footwear.

## Werdegang
Als Koston 14 Jahre alt war, lernte er den Profiskater Eddie Elguera kennen, welcher ihn daraufhin mit seinem Skateboard-Unternehmen sponserte. Er wurde auch in das legendäre H-Street-Team aufgenommen und skatete sechs Monate in San Diego. 1992 verließ er die Schule und zog nach Los Angeles, wo er die Switchstanceskateboarder gründete. Koston schaffte es durch sein innovatives und von Fachkennern als besonders stilistisch anerkanntes Skaten und mehrere Video-Parts, sich bei führenden Skate-Companies einen Namen zu schaffen. Besonders bekannt ist Koston für seine Switch-Tricks, also die Fähigkeit einen Skateboardtrick in verkehrter Fußstellung auszuführen. Ein häufig gehörtes Gerücht besagt, Eric Koston habe den K-Grind, auch Crooked Grind genannt, erfunden. Das K stehe in diesem Falle für den Anfangsbuchstaben seines Nachnamens. Dieses Gerücht wurde jedoch schon des Öfteren von Koston selbst bestritten. Der Crooked Grind wurde stattdessen von Dan Peterka erfunden, der im selben Skate-Team wie Koston fuhr, dieser hat den Trick nur in sein Repertoire aufgenommen.
Anfang des Jahres 2006 verließ er seinen langjährigen Sponsor éS Footwear und wechselte zu Lakai. Er verließ die Firma im Jahr 2009 und fährt mittlerweile für Nike SB.
Koston wird unter anderem von Girl Skateboards gesponsert. Seine Videoparts sind regelmäßig Meilensteine (wie etwa Mouse, Menikmati oder Yeah right). Er hat immer wieder neue Maßstäbe in der Szene gesetzt und wird von vielen als einer der besten Streetskater aller Zeiten gesehen.
Seit 2008 betreibt Koston zusammen mit Steve Berra die Internetseite The Berrics. Mit etwa 14.000 Mitgliedern, die auf MyBerrics ein eigenes Profil erstellt haben und dort Bilder und Videos austauschen können, wird sie von vielen, nicht zuletzt aufgrund der täglichen Updates aus verschiedenen Kategorien zum Thema Skateboarding (zum Beispiel Trickipedia Tuesdays, Battle at the Berrics oder Skate or Dice), als die einflussreichste Skateboarding Internetseite, die es derzeit gibt, angesehen.
Koston ist zusammen mit Guy Mariano Gründer und Besitzer der Modefirma Fourstar Clothing.

## Wettbewerbsgeschichte
Erster Platz:
- PSL 1995: Street
- Tampa 1996: Pro
- Gravity Games 2000: Street
- Gravity Games 2001: Street
- Slam City Jam 2001: Street
- Gravity Games 2002: Street
- Tampa 2002: Pro
- X Games 2002: Street
- X Games 2003: Street, Globale Meisterschaft
- Gravity Games 2003
- X Games 2004: Street
- Tampa 2007: Pro
- Street League 2011: Gas